# Lijst van wachtposten aan de spoorlijn Zaandam - Enkhuizen
Dit is een onvolledige numeriek oplopende Lijst van wachtposten aan de Spoorlijn Alkmaar - Hoorn. Een wachtpost was een huisje waarin de baanwachter woonde. Hij of zij opende en sloot de overwegbomen wanneer er een trein passeerde.
Alle huisjes werden omstreeks 1884-1885 naar een standaardontwerp door de Hollandsche IJzeren Spoorweg-Maatschappij gebouwd.
Rond 1950 werden veel huisjes gesloopt omdat ze hun oude functie verloren.
Wanneer er achter de straatnaam een asterisk staat, wil dat zeggen dat de overgang niet meer bestaat. Bij een aantal huisjes staat de straatnaam aangegeven, die in de buurt van de oude overweg ligt.
| Wachtpost | Straat                            | Plaats               | Bouwjaar | Sloopjaar | Extra informatie                     | Afbeelding |
| --------- | --------------------------------- | -------------------- | -------- | --------- | ------------------------------------ | ---------- |
| 18        | Provinciale weg                   | Oosthuizen           | 1884     | Onbekend  |                                      |            |
| 19        | Oosteinde                         | Oosthuizen           | 1884     | Onbekend  |                                      |            |
| 20        | Industrielaan                     | Oosthuizen           | 1884     | Onbekend  | Stond niet aan een overgang          |            |
| 21        | Westerkoogdijk                    | Schardam             | 1884     | Onbekend  |                                      |            |
| 22        | Dorpsweg                          | Oudendijk            | 1884     | 1936      | Bij Stopplaats Schardam              |            |
| 23        | Provincialeweg-Zesstedenweg       | Scharwoude           | 1884     | Onbekend  | Stond niet aan een overgang          |            |
| 30        | Plevier-Nok                       | Hoorn                | 1885     | Onbekend  | Stond niet aan een overgang          |            |
| 31        | Boekert                           | Oosterblokker        | 1885     | Onbekend  | Bij Halte Blokker                    |            |
| 32        | De Eenhoorn                       | Oosterblokker        | 1885     | Onbekend  | Stond niet aan een overgang          |            |
| 33        | Doctor Wijtemalaan                | Westwoud             | 1885     | Onbekend  | Bij Station Westwoud                 |            |
| 34        | Binnenwijzend-Westerwijzend       | Westwoud-Hoogkarspel | 1885     | Onbekend  | Stond niet aan een overgang          |            |
| 35        | Nieuweweg                         | Hoogkarspel          | 1885     | Onbekend  |                                      |            |
| 36        |                                   | Hoogkarspel          | 1885     | Onbekend  |                                      |            |
| 37        |                                   | Hoogkarspel          | 1885     | Onbekend  |                                      |            |
| 38        | Burgemeester J.N. Stuifbergenlaan | Bovenkarspel         | 1885     | Onbekend  | Bij Station Bovenkarspel-Grootebroek |            |